# Парчовци
Пàрчовци (срещано и Парчевци) е село в Северна България, община Габрово, област Габрово.

## География
Село Парчовци се намира на около 8 km север-северозападно от град Габрово, 18 km югоизточно от Севлиево и по-малко от километър западно от село Иванили. Разположено е в централната част на платото Стражата, на около 1,5 – 2 km западно от течащата в Стражанския пролом река Янтра. Застроено е по южния долинен склон на малка река – приток на Янтра. Климатът е умереноконтинентален. По високата южна част от границата на селото надморската височина достига 480 – 490 m, а по ниската северна намалява до 420 m. На около 300 m преди вливането на притока в Янтра се намира Иваниловският водопад.
Общинският път до село Парчовци е южно отклонение в участъка Солари – Иванили от общинския път, излизащ от северния край на Габрово покрай левия бряг на Янтра и минаващ през селата Банковци, Гръблевци, Солари, Иванили и Спанци до село Кози рог, където прави връзка с третокласния републикански път III-4403.
Населението на село Парчовци, наброявало 242 души при преброяването към 1934 г., намалява до 28 души към 1985 г., а по текущата демографска статистика за населението към 2019 г. наброява 11 души.

## История
Според предания, първият заселник на тази местност се казвал дядо Парчо и впоследствие селището е наречено на него.
През 1995 г. дотогавашното населено място колиби Парчовци придобива статута на село.
Във фондовете на Държавния архив Габрово се съхраняват документи от съответни периоди на/за:
- Списък на фондове от масив „K“:

– Народно читалище „Просвета“ – с. Парчевци, Габровско; фонд 383K; 1929 – 1944;
– Народно начално училище – с. Парчевци, Габровско; фонд 481K; 1928 – 1944;
- Списък на фондове от масив „С“:

– Народно първоначално училище „Васил Левски“ – с. Парчевци, Габровско; фонд 897; 1945 – 1967.
Сградата на действалото, вероятно до 1967 г., училище, в което са се учели децата и от съседните околни села, намираща се в окаяно състояние, през 2005 г. е продадена на търг от областната управа и благодарение на това е станало възможно да бъде съхранена в автентичния си вид с цената на много труд и средства.

## Население
Преброяване на населението през 2011 г.
Численост и дял на етническите групи според преброяването на населението през 2011 г.:
|                     | Численост | Дял (в %) |
| Общо                | 9         | 100,00    |
| Българи             | 9         | 100,00    |
| Турци               | 0         | 0,00      |
| Цигани              | 0         | 0,00      |
| Други               | 0         | 0,00      |
| Не се самоопределят | 0         | 0,00      |
| Неотговорили        | 0         | 0,00      |